# Confédération générale des syndicats
 (octobre 2024).
La mise en forme du texte ne suit pas les recommandations de Wikipédia : il faut le « wikifier ».
Les points d'amélioration suivants sont les cas les plus fréquents. Le détail des points à revoir est peut-être précisé sur la page de discussion.
- Les titres sont pré-formatés par le logiciel. Ils ne sont ni en capitales, ni en gras.
- Le texte ne doit pas être écrit en capitales (les noms de famille non plus), ni en gras, ni en italique, ni en « petit »…
- Le gras n'est utilisé que pour surligner le titre de l'article dans l'introduction, une seule fois.
- L'italique est rarement utilisé : mots en langue étrangère, titres d'œuvres, noms de bateaux, etc.
- Les citations ne sont pas en italique mais en corps de texte normal. Elles sont entourées par des guillemets français : « et ».
- Les listes à puces sont à éviter, des paragraphes rédigés étant largement préférés. Les tableaux sont à réserver à la présentation de données structurées (résultats, etc.).
- Les appels de note de bas de page (petits chiffres en exposant, introduits par l'outil «  Source ») sont à placer entre la fin de phrase et le point final[comme ça].
- Les liens internes (vers d'autres articles de Wikipédia) sont à choisir avec parcimonie. Créez des liens vers des articles approfondissant le sujet. Les termes génériques sans rapport avec le sujet sont à éviter, ainsi que les répétitions de liens vers un même terme.
- Les liens externes sont à placer uniquement dans une section « Liens externes », à la fin de l'article. Ces liens sont à choisir avec parcimonie suivant les règles définies. Si un lien sert de source à l'article, son insertion dans le texte est à faire par les notes de bas de page.
- La présentation des références doit suivre les conventions bibliographiques. Il est recommandé d'utiliser les modèles {{Ouvrage}}, {{Chapitre}}, {{Article}}, {{Lien web}} et/ou {{Bibliographie}}. Le mode d'édition visuel peut mettre en forme automatiquement les références.
- Insérer une infobox (cadre d'informations à droite) n'est pas obligatoire pour parachever la mise en page.

Pour une aide détaillée, merci de consulter Aide:Wikification.
Si vous pensez que ces points ont été résolus, vous pouvez retirer ce bandeau et améliorer la mise en forme d'un autre article.
La Confédération générale des syndicats, en anglais General Confederation of Trade Unions (GCTU) est une internationale syndicale. Elle a été fondée le 16 avril 1992 et comprend des membres de la Communauté des États indépendants. La GCTU revendique 75 millions de membres et est dirigée par Mikhail Shmakov.

## Syndicats membres

### Centrale syndicale nationale[1],[2]
- Fédération des syndicats indépendants de Russie
- Fédération des syndicats d'Ukraine (en)
- Fédération des syndicats de Biélorussie (en)
- Confédération nationale des syndicats de Moldavie (en)
- Confédération des syndicats géorgiens (en)
- Confédération des syndicats d'Arménie (en)
- Confédération des syndicats d'Azerbaïdjan
- Fédération des syndicats de la République du Kazakhstan (en)
- Fédération des syndicats du Kazakhstan (en)
- Fédération des syndicats indépendants du Tadjikistan (en)

### Fédérations syndicales internationales[1],[3]
- International Association of Civil Aviation Workers' Unions
- International Amalgamation of Unions of Automobile and Farm Machinery Workers
- International Organisation of Agro-Industrial Trade Unions
- International Confederation of Atomic Energy Workers' Unions
- International Confederation of Water Transport Workers' Unions
- Trade Union International of Workers in Geology, Geodesy and Cartography
- Federation of Mining and Metallurgical Workers' Unions
- International Trade Union Federation of State and Public Employees
- International Confederation of Railway Workers' and Transport Builders' Unions
- International Trade Union Alliance of Public Utilities, Local Industry and Services Workers
- International Confederation of Health Workers' Unions
- Consultative Council of Cultural Workers' Unions
- Federation of Timber and Related Industries Workers' Unions of the Commonwealth of Independent States
- International Organisation of Metalworkers' Unions
- International Association of Trade Unions of Workers in Scientific Research and Production Co-operatives and Enterprises
- International Confederation of Trade Unions of Workers in the Oil and Gas Industries and Construction Workers in the Oil and Gas Complex
- International Community of Defence Industry Workers' Unions
- International Organisation of Trade Unions of Educational and Scientific Workers. (IOTU "Education & Science")
- Trade Union International of Workers in Radio-electronic Industry
- International Association of Fishing Industry Workers' Unions
- International Organisation of Communications Workers' Unions
- International Confederation of Joint Venture Workers' Unions
- International Confederation of Construction and Building Materials Industry Workers' Unions
- International Association of Textile and Light Industry Workers' Unions
- International Public Organisation "Confederation of Unions of Workers in Commerce, Restaurants, Consumers' Co-operatives and Various Forms of Business"
- International Federation of Transport and Road Construction Workers' Unions
- International Association of Chemical and Allied Workers' Unions
- International Trade Union Association "ELEKTROPROFSOYUZ"("ELECTROUNION")